# Drozdowice Wielkie
Drozdowice Wielkie est une localité polonaise de la gmina de Wąsosz, située dans le powiat de Góra en voïvodie de Basse-Silésie.